# رسن (بوسیلگراد)
رسن (به صربی: Resen) یک منطقهٔ مسکونی در صربستان است که در بوسیلگراد واقع شده‌است. رسن ۸۱ نفر جمعیت دارد.